# 葉山恵里
葉山 恵里（はやま えり、1981年9月12日 - ）は、東京都出身の日本の元アイドル・元女優。

## 主な出演作品

### 出演番組
- 学校の怪談f 「霊ビデオ」（1997年）
- はみだし刑事情熱系PART2スペシャル（1997年）
- アイドルハイスクール 芸能女学館（1998年4月 - 1999年3月、フジテレビ)
- 世にも奇妙な物語「奇数」（2000年）
- Shin-D「死体生活」（2000年）
- 世にも奇妙な物語「友達登録」（2001年）- アイコ 役
- ケータイ捜査官7（2008年）
- 素人→女優（2008年） - 主演

### 映画
- ピンチランナー（2000年、東映）
- 呪われた女子高生（2000年、『呪霊3 呪いのエクソシスト』所収） - 主演
- 十代最後の日（2003年、『角川ホラービデオ館 大どんでん返しのからくり絵巻篇』所収）
- 看護師月子（2006年）

### CM
- 秋葉原電気まつりイメージガール（現・A-girl）（1997年・1998年）
- 専門学校日本スクールオブビジネス（1998年4月 - 2006年3月）
- マルハ 今日のくだもの（2006年4月 - 2008年4月）
- 東京海上日動火災保険（2007年7月 - 2008年6月）
- オートバックス（2008年7月 - 2008年9月）
- アディーレ法律事務所（2009年3月 - 8月）

### 舞台
- 裸月物語（2006年） - 主演

## 出版

### 写真集
- Eri2000/2001（2001年、彩文館出版）